# Гутлак Кроуландский
Святой Гутлак, также известный как Святой Гутлак Кроуландский (англ. Saint Guthlac of Croyland; 667 или 673 год — 11 апреля 714 года, Кроуланд, Англия), — христианский святой из графства Линкольншир в Англии, один из первых святых, вышедших из среды самих англосаксов, священник, монах, чудотворец, отшельник-аскет с острова Фенах. Святой Гутлак является выдающимся деятелем VIII века. Он почитается в православной, католической и англиканской церквах. В православной традиции его память отмечается в Третью неделю по Пятидесятнице, в день празднования Собора Британских и Ирландских святых.

## Биография
Гутлак был сыном Пенвалда, англосаксонского дворянина из королевства Мерсии, и его жены Тетте. Его сестра Пега также почитается как святая.
Наиболее достоверным источником сведений о Святом Гутлаке является его житие, написанное между 730 и 740 годом англосаксонским монахом Феликсом. В нём сообщается, что при рождении Гутлака, сошла с неба сошла рука, окружённая золотисто-красным светом, и благословила дом, где набожная мать рожала будущего святого, и исчезла в небе, тогда как люди «охваченные необычным удивлением, спешили со всех сторон увидеть чудо … и все, кто присутствовал, пали ниц на землю при виде святого откровения и, не без некоторого трепета, смиренно славили Господа».
Феликс пишет, что Гутлак в возрасте 15 лет ушёл на военную службу, но через 9 лет, задумавшись над своей жизнью, после ночи, проведённой в размышлениях, решил посвятить себя Богу и поступил в монастырь в Рептоне. После двух лет он почувствовал себя призванным к жизни отшельника и перебрался на остров внутри отдалённого региона Фенах Линкольншира. Он основал свою келью там в праздник Святого Варфоломея, и этот святой оказался источником утешения и помощи, являясь к Гутлаку много раз, когда он был искушаем и атакован дьяволами.
Кроме его многих чудес исцеления, Гутлак предсказывал будущее, изгонял бесов и имел невероятное влияние на птиц, рыб и диких животных.
Когда сведения о силе его веры и исцелениях распространились по стране, многие из верующих отправлялись в путешествие, чтобы посетить святого; среди его известных посетителей были Этелбальд Мерсийский, чьё будущее царствование было предсказано святым, святой Вильфрид Йоркский и епископ Хедда Личфилдский, который рукоположил его в сан священника.

На смертном одре святой Гутлак впервые рассказал об ангеле, посланном Богом быть его проводником. Феликс цитирует слова святого: 
Со второго года, как я начал жить на уединении, Господь послал ангела быть мне утешением и разговаривать со мной каждое утро и вечер. Он открыл мне тайны, которые не разрешено рассказывать людям, он смягчил трудности моей жизни посланиями с неба и дал мне знания о далёких вещах, представляя их передо мной, словно они происходили в моём присутствии.
Как и его рождение знаменовалось чудом, так и его смерть ознаменовалась другим чудом, так как дом, в котором он лежал, был окружён неземным светом, башня света виднелась сходящей с неба, и ароматы «медово пахнущих цветов» выходили из уст и наполняли целый дом.